# 멍텅구리 헛물켜기
〈멍텅구리 헛물켜기〉는 한국 최초의 네컷 만화 및 연재만화이며, 또한 한국 최초로 분업적 만화 창작을 거친 만화인 동시에 한국 최초로 영화로 각색된 만화이다.

## 개요
《조선일보》에 1924년 10월 13일부터 3면에 노수현의 〈멍텅구리 헛물켜기〉가 연재되어 2년 5개월 동안 총 501회가 연재되었으며, 1927년 3월 11일 막을 내렸다. 멍텅구리 헛물켜기는 천리구(千里駒) 김동성(金東成)이 기획하고 줄거리는 이상협(李相協)과 안재홍(安在鴻)이 구성하였다. 이때 김동성은 노수현의 만화 스승이기도 하다.
당시 새로운 지면 구성을 강구하던 《조선일보》의 간부들이 생각을 모아 만들어냈다. 그때 미국에서 유행하던 조즈 맥마너스의 가정만화 〈매기와 지그스〉가 합작으로 이루어졌다는 사실에서 실마리를 얻어 각자 여러 분야로 분업하여 만들어낸 작품이다.
주요 등장인물에는 최멍텅과 신옥매, 윤바람이며, 제목 〈멍텅구리 헛물켜기〉는 주제명 ‘멍텅구리’에 단원명 ‘헛물켜기’로 이루어져 있다. 한 단원이 끝날 때까지는 매일 소재마다 제목이 붙었다. 제1회 소제목은 ‘초대면’인데, 이는 독자에게 만화를 처음 선뵌다는 뜻이다.
당시에는 이 만화의 주인공 이름을 모르는 사람이 없을 만큼 유명했으며, 1926년 반도 키네마에서 영화 《멍텅구리》로 각색하여 인사동에 있던 조선극장에서 상영하였다. 이때의 배우로는 신인이었던 이필우와 박덕양을 출연시켜 화제를 불러일으켰다.

## 낱권책
전봉관·장우리·이서준·김병준 편저, 《멍텅구리》, 더숲, 2024년